# Friedhofskreuz (Jouarre)

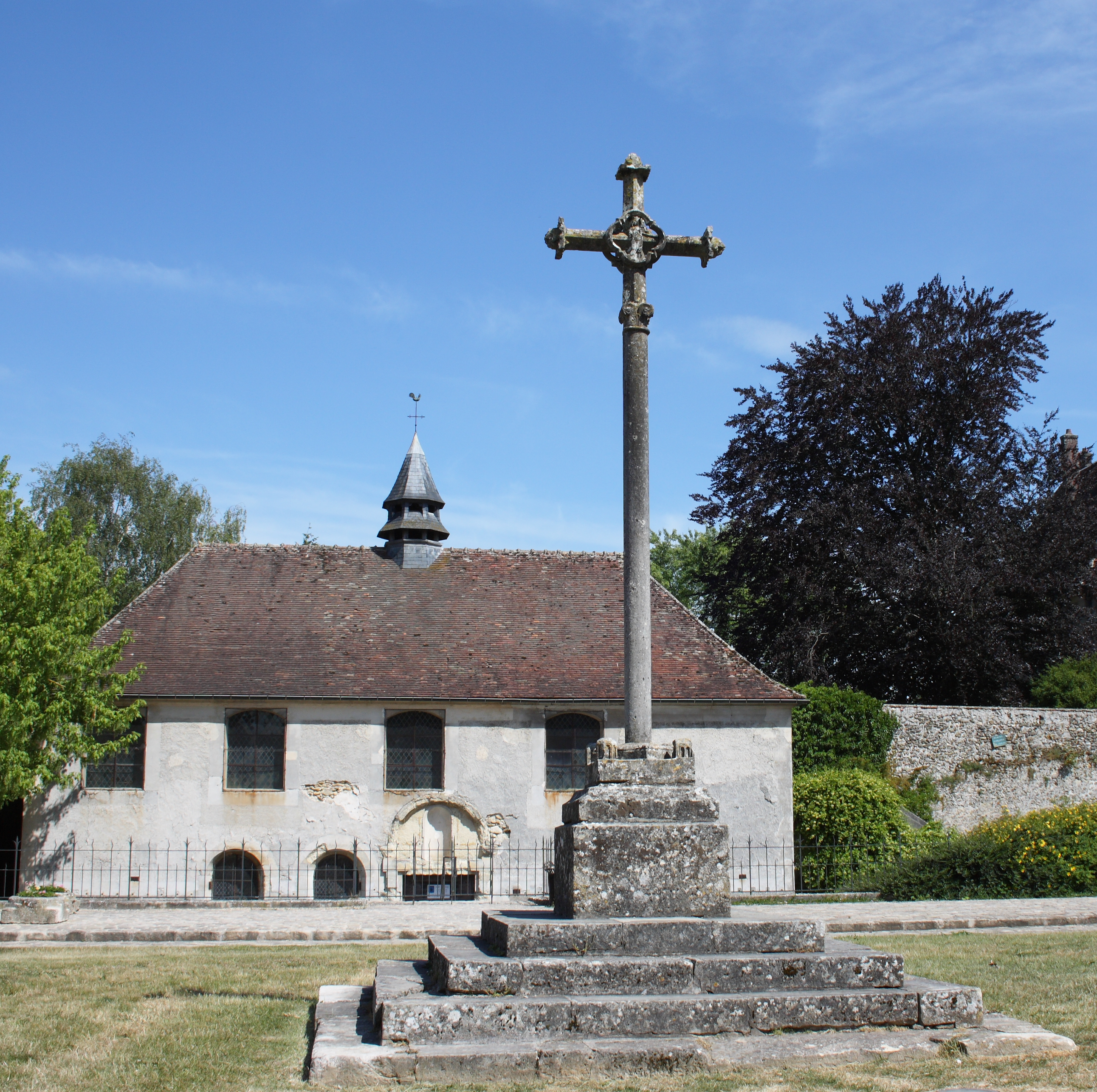
Friedhofskreuz in Jouarre

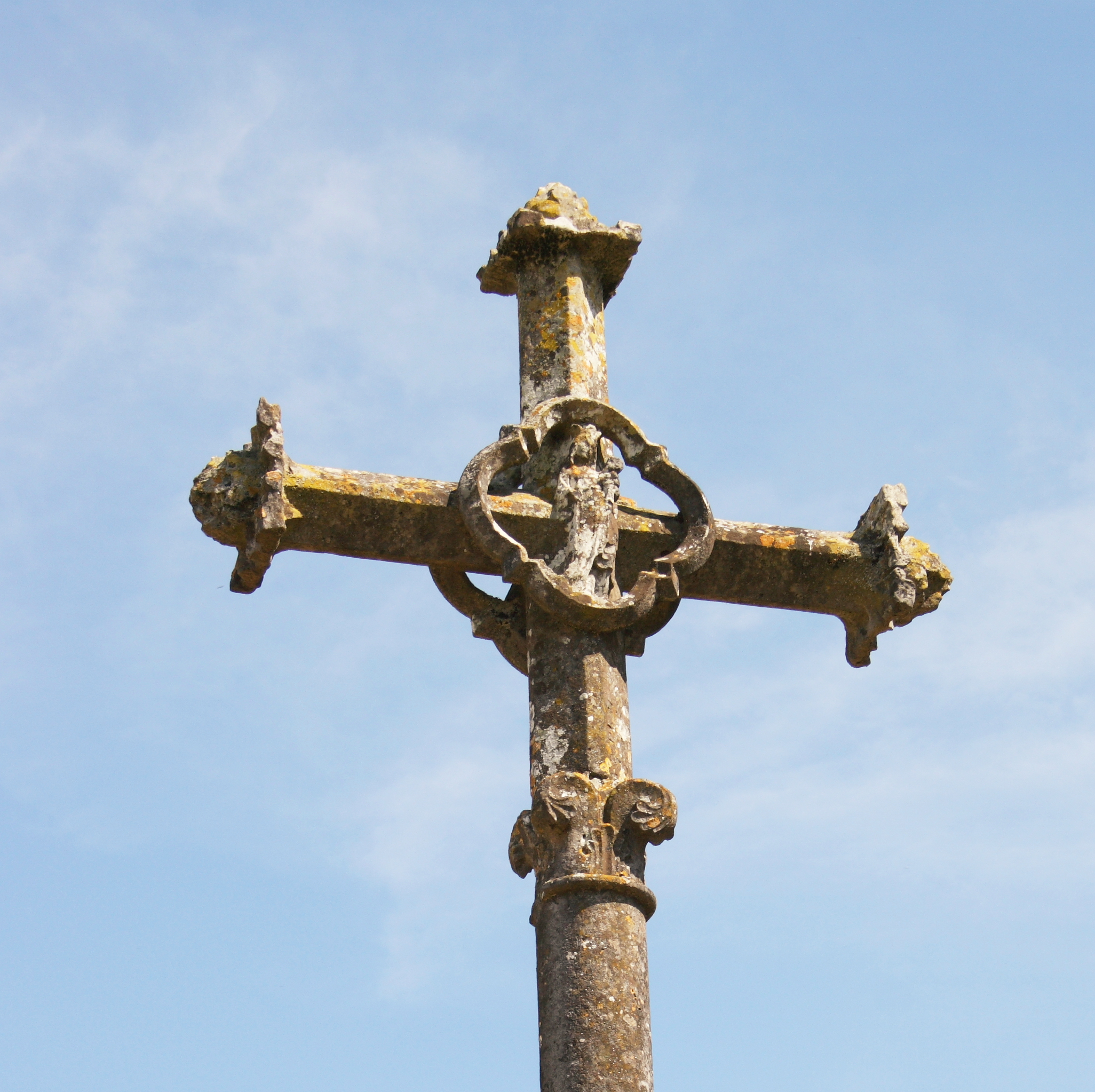
Friedhofskreuz in Jouarre, Ausschnitt

Das Friedhofskreuz in Jouarre, einer französischen Gemeinde im Département Seine-et-Marne in der Region Île-de-France, stammt aus dem 13. Jahrhundert. Es steht heute auf der Place Saint-Paul hinter der Kirche Saint-Pierre-Saint-Paul und ist seit 1862 ein geschütztes Kulturdenkmal (Monument historique).
Das Friedhofskreuz stand bis 1864 auf dem kommunalen Friedhof der Gemeinde. Es wurde aus einem Block Kalkstein gearbeitet und ist 3,50 m hoch.
Am Schnittpunkt der Kreuzarme sind jeweils Vierpässe angebracht. Auf einer Seite ist darin die Madonna mit Kind dargestellt und auf der anderen Seite ist die Darstellung nicht mehr erkennbar.